# Bambusa marginata
Bambusa marginata är en gräsart som beskrevs av William Munro. Bambusa marginata ingår i släktet Bambusa och familjen gräs.
Artens utbredningsområde är Burma. Inga underarter finns listade i Catalogue of Life.